# 436 TCN
Năm 436 TCN là một năm trong lịch Julius. 